# Lunamatrona
Lunamatrona (sardinsky: Lunamatròna) je italská obec (comune) v provincii Sud Sardegna v regionu Sardinie. Nachází se ve výšce 168 metrů nad mořem a má přibližně 1 600 obyvatel. Rozloha obce je 20,59 km².